# Neurigona borneoensis
Neurigona borneoensis är en tvåvingeart som beskrevs av Octave Parent 1935. Neurigona borneoensis ingår i släktet Neurigona och familjen styltflugor. Inga underarter finns listade i Catalogue of Life.